# Circondario di Gerace
Il circondario di Gerace è uno dei tre circondari in cui era suddivisa la provincia di Reggio di Calabria, dal 1860 al 1927.

## Storia
Con l'Unità d'Italia (1861) la suddivisione in province e circondari stabilita dal Decreto Rattazzi fu estesa all'intera Penisola.
Il circondario di Gerace fu abolito, come tutti i circondari italiani, nel 1927, nell'ambito della riorganizzazione della struttura statale voluta dal regime fascista. Tutti i comuni che lo componevano rimasero in provincia di Reggio di Calabria.

## Suddivisione amministrativa
Nel 1863, la composizione del circondario era la seguente:
- mandamento I di Ardore
  - Ardore; Benestare; Bovalino; Careri; Platì
- mandamento II di Bianco
  - Bianco; Caraffa; Casignana; Precacore; San Luca; Sant'Agata del Bianco
- mandamento III di Caulonia
  - Caulonia; Placanica; Roccella Ionica
- mandamento IV di Gerace
  - Antonimina; Canolo; Ciminà; Gerace; Portigliola; Sant'Ilario dello Ionio
- mandamento V di Gioiosa Ionica
  - Gioiosa Ionica; Martone
- mandamento VI di Grotteria
  - Grotteria; San Giovanni di Gerace
- mandamento VII di Mammola
  - Mammola
- mandamento VIII di Siderno
  - Agnana; Siderno
- mandamento IX di Staiti
  - Brancaleone; Bruzzano Zeffirio; Ferruzzano; Palizzi; Staiti
- mandamento X di Stilo
  - Bivongi; Camini; Monesteraci; Pazzano; Riace; Stignano; Stilo